# Église Saint-Germain-d'Auxerre de Monthelie
Pour les articles homonymes, voir Église Saint-Germain-d’Auxerre.
L'église Saint-Germain-d'Auxerre est une église catholique de style roman des XIIe et XIVe siècle à Monthelie sur la route des Grands Crus en Côte-d'Or en Bourgogne-Franche-Comté.
Elle est consacrée à Saint-Germain-d'Auxerre. Classée monument historique depuis 1991, elle est également classée « site clunisien. »

## Historique
Le village de Monthelie et son vignoble sont des dépendances de l'Abbaye de Cluny durant cinq siècles (du Xe au XVe siècle) à la suite du don fait en 1078 par le duc Hugues Ier de Bourgogne.
À la fin du XIIe siècle l'église Saint-Germain est édifiée en style roman avec son toit en laves de Bourgogne.
En 1764 son clocher est remplacé par une flèche octogonale recouvert de tuile vernissée de Bourgogne.

## Protection
L'église Saint-Germain-d'Auxerre est classée monument historique depuis le 1er octobre 1991.

## Galerie de photos

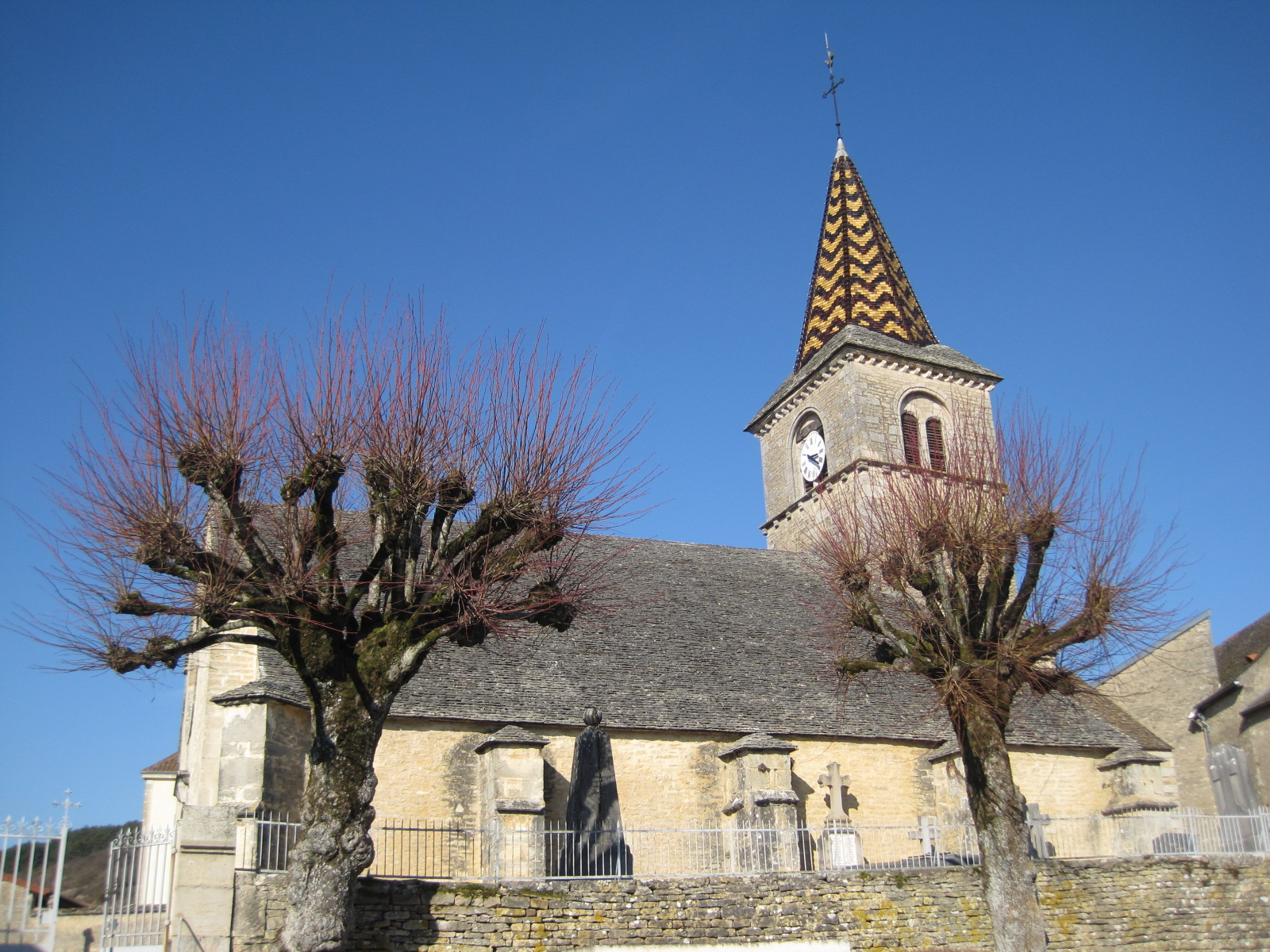
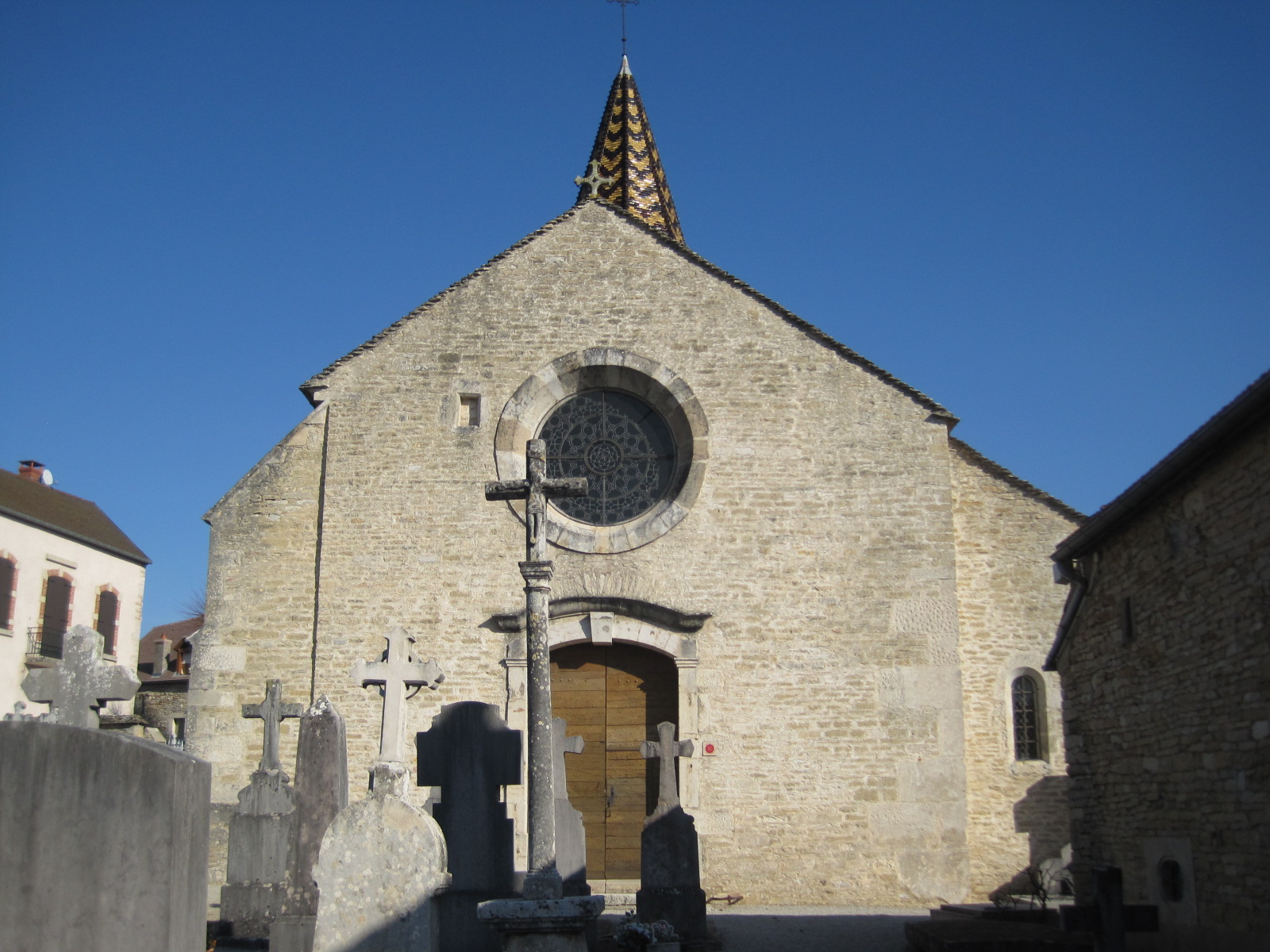